# Hugo Vidémont
Hugo Vidémont (ur. 19 lutego 1993 w Marsylii) – francuski piłkarz występujący na pozycji pomocnika lub napastnika.

## Życiorys
Urodził się 19 lutego 1993 we francuskiej Marsylii.
Jest wychowankiem klubu Clermont Foot. Gra na pozycji ofensywnego pomocnika lub napastnika. W pierwszym składzie zespołu, grającego na poziomie drugoligowym, zadebiutował w 2012. W lutym 2015 przeszedł do innego zespołu z Ligue 2 – AC Ajaccio, gdzie w ciągu trzech sezonów zagrał w 54 meczach strzelając 7 bramek. 7 lutego 2017 został zawodnikiem grającej w polskiej Ekstraklasie Wisły Kraków, wiążąc się z nią półtorarocznym kontraktem, z opcją przedłużenia o dwa lata. Rozegrał osiem spotkań i zanotował trzy asysty. W sierpniu tego samego roku opuścił krakowski klub, przechodząc do belgijskiego drugoligowca – AFC Tubize.
Jest zawodnikiem obunożnym, preferuje grę po lewej stronie.

## Sukcesy

### Zespołowe
FK Žalgiris Wilno
- mistrzostwo Litwy: 2020
- Superpuchar Litwy: 2020

### Indywidualne
- król strzelców A lygi: 2020 (13 goli)